# Achmad Nawir
Achmad Nawir (1911 – 1995. április) holland-indiai válogatott indonéz labdarúgó-fedezet és orvos. Az első ázsiai válogatott tagja, amely világbajnokságon szerepelt.

## Pályafutása
A HBS Soerabaja csapatának a labdarúgója volt. Ő volt az 1938-as labdarúgó-világbajnokságon a holland-indiai válogatott csapatkapitánya, a Magyarország elleni 6–0-s vereséggel búcsúztak a tornától. Érdekesség, hogy a magyar csapatkapitánynak, Sárosi Györgynek is ugyanolyan doktori diplomája volt, mint Nawirnak. Az indonéz játékos a meccsek alatt is hordta szemüvegét. A válogatott az 1938-as labdarúgó-világbajnokság-selejtezőkön játék nélkül jutott túl, mert ellenfelük, Japán visszalépett. Nawir a világbajnokságok történetének egyetlen szemüvegben pályára lépő játékosa. Nawir és legtöbb csapattársa két válogatott mérkőzést játszott: a magyarok kívülin a torna után lejátszott, Hollandia elleni 9–2-es vereséget hozó találkozón léptek pályára. Ez volt Holland-India utolsó válogatott meccse, mert Indonézia 1945-ös függetlenné válásáig nem játszottak több meccset.

## Mérkőzései a válogatottban
| Holland India | Holland India    | Holland India | Holland India | Holland India | Holland India | Holland India   | Holland India | Holland India |
| #             | Dátum            | Helyszín      | Hazai         | Eredmény      | Vendég        | Kiírás          | Gólok         | Esemény       |
| ------------- | ---------------- | ------------- | ------------- | ------------- | ------------- | --------------- | ------------- | ------------- |
| 1.            | 1938. június 5.  | Reims (FRA)   | Magyarország  | 6 – 0         | Holland India | vb-nyolcaddöntő | -             |               |
| 2.            | 1938. június 26. | Amszterdam    | Hollandia     | 9 – 2         | Holland India | barátságos      | -             |               |
|               | Összesen         |               |               | 2             | mérkőzés      |                 | 0             | gól           |